# Żeński Chór Uniwersytetu Ekonomicznego w Poznaniu „Sonantes”
Żeński Chór „Sonantes” Uniwersytetu Ekonomicznego w Poznaniu powstał w 1971 roku. Założycielką chóru jest prof. Krystyna Domańska-Maćkowiak, absolwentka poznańskiej Akademii Muzycznej, w której pracuje od 1960 r. jako pedagog. 
Obecnym dyrygentem jest mgr Hanna Malicka również absolwentka Akademii Muzycznej w Poznaniu. Z chórem Sonantes współpracuje od 1991 roku, jako dyrygent od 2004 roku. 

## Osiągnięcia
Chór uczestniczy w przeglądach, festiwalach, konkursach, koncertuje w kraju i za granicą. 
Do osiągnięć ostatnich lat należą:
- Srebrne Pasmo na I Międzynarodowym Festiwalu Pieśni Adwentowych i Kolęd w Bratysławie w 2006.
- Złoty Dyplom na III Konkursie Pieśni Pasyjnej w Bydgoszczy w 2007.